# Päpstliche Katholische Universität von Valparaíso
Die Päpstliche Katholische Universität von Valparaíso (span.: Pontificia Universidad Católica de Valparaíso, kurz: PUCV) ist eine Universität päpstlichen Rechts in Valparaíso (Chile).

## Geschichte
Die Katholische Universität von Valparaíso wurde am 21. September 1925 gegründet. 2003 wurde die Universität per Dekret durch Papst Johannes Paul II. als Päpstliche Universität anerkannt. Großkanzler ist der jeweilige Bischof des Bistums Valparaíso; er wird normalerweise vertreten durch einen Vizegroßkanzler. 
Von 1983 bis zu seinem Wechsel an die Päpstliche Katholische Universität von Chile Ende 1985 war der mit dem Opus Dei verbundene Verfassungsrechtler Raúl Bertelsen Repetto ernannter, allerdings nicht eingeführter Rektor der Katholischen Universität Valparaíso. Bertelsen, der bis 1969 in Valparaíso studiert hatte und von 1973 bis 1977 bereits Vizerektor der Universität gewesen war, war an der Erarbeitung der Verfassung Chiles von 1980 unter der Militärdiktatur von Augusto Pinochet beteiligt und amtierte nach deren Ende als Gründungsrektor der zum Opus Dei gehörenden Anden-Universität (1989–2000). Er wurde 1997 Verfassungsrichter und war von 2011 bis 2013 Präsident des chilenischen Verfassungsgerichtshofes.
Ab 2008 amtierte der seit 1997 am Philosophischen Institut der Universität lehrende Diözesanpriester Dietrich Lorenz als Vizegroßkanzler. Nach seinem Rücktritt am 23. November 2018 wurde kein neuer Vizegroßkanzler ernannt; als Pro-Großkanzler amtierte der Diözesanadministrator von Valparaíso, Weihbischof Pedro Ossandón Buljevic. Rektor der Universität war von 2010 bis 2022 der Wirtschaftswissenschaftler Claudio Elórtegui Raffo, Vater des bekannten chilenischen Journalisten Claudio Elórtegui Gómez (* 1976), der ebenfalls an der Hochschule unterrichtet. Seit 2022 ist der Historiker Nelson Vásquez Lara der Rektor der Universität.
Seit 2001 besteht ein Kooperationsvertrag mit der Carl von Ossietzky Universität Oldenburg.

## Fakultäten
- Architektur und Städtebau
- Natürlichen Ressourcen
- Agrarwissenschaften
- Mathematik und Naturwissenschaften
- Ökonomie und Management
- Ingenieurwissenschaften
- Rechts- und Sozialwissenschaften
- Boden- und Wasserkultur
- Philosophie und Erziehungswissenschaften
- Religionswissenschaften